# Beck, Bogert & Appice
Beck, Bogert & Appice (kurz: BBA, seltener auch BB&A) war eine britisch-amerikanische Rockband und eine der Supergroups der 1970er, bestehend aus Jeff Beck (Gitarre), Tim Bogert (Bass) und Carmine Appice (Schlagzeug).

## Geschichte

### 1969–1972: Erste Gespräche über gemeinsame Projekte
Bereits Ende der 1960er spielte der Engländer Jeff Beck (bekannt u. a. durch The Yardbirds) kurzzeitig bei der amerikanischen Band Vanilla Fudge, zu der auch Bassist Tim Bogert und Schlagzeuger Carmine Appice gehörten. Seitdem war immer wieder ein gemeinsames Projekt im Gespräch, doch Beck hatte im November 1969 einen schweren Autounfall und musste lange Zeit pausieren. Bogert und Appice verließen im selben Jahr Vanilla Fudge und gründeten die Band Cactus. Auch Beck widmete sich daraufhin zunächst noch einer Neubesetzung seiner ursprünglich 1967 gegründeten Jeff Beck Group und veröffentlichte mit dieser zwei weitere Alben, ehe man im Juli 1972 die endgültige Auflösung bekanntgab. Wenige Wochen später verließen auch Bogert und Appice ihre Band Cactus und die Pläne für erste gemeinsame Auftritte mit Beck wurden konkreter. Eine Warnung Rod Stewarts, in der dieser den beiden Amerikanern von einer Zusammenarbeit mit seinem langjährigen Weggefährten Beck abgeraten hatte, ignorierten sie:

“Don’t do it. It’s going to screw up your career. Keep Cactus together.”

„Tut es nicht. Es wird eure Karriere ruinieren. Macht weiter mit Cactus.“

### 1972: Gemeinsame Tour undSuperstition
Im Spätsommer 1972 lud Beck die beiden Amerikaner schließlich ein, ihn auf einer Tour durch die Vereinigten Staaten zu unterstützen. Für das Projekt konnten außerdem noch Keyboarder Max Middleton, der Beck schon seit einigen Jahren immer wieder live und bei Aufnahmen begleitet hatte, und Sänger Kim Milford gewonnen werden. Das erste Konzert gab die Formation am 1. August 1972 im Stanley Theatre in Pittsburgh, Pennsylvania, zu dieser Zeit nach wie vor unter dem Label Jeff Beck Group. Allerdings wurde der im Vorfeld noch hochgelobte Milford bereits nach sechs Auftritten von Beck herausgeschmissen und durch Bobby Tench ersetzt, von dem man sich wiederum nach Tourende trennte. So entwickelten sich Bogert, Beck und Appice immer mehr zu den zentralen Figuren der Band.
Währenddessen sorgte Beck mit Aussagen, dass er zunächst nicht plane, an einem weiteren Studioalbum zu arbeiten, bei seinem Plattenlabel Epic Records für Unmut. Daraufhin bot ihm dieses an, dass er Stevie Wonder bei den Aufnahmearbeiten zu seinem Album Talking Book begleiten dürfe und Wonder sogar selbst einen Song für Beck komponieren würde, wenn Beck im Gegenzug ein neues Album veröffentlicht, bevorzugt in Zusammenarbeit mit Bogert und Appice. Beck, der ein großer Fan von Wonders Musik war, akzeptierte. Es entstand der Song Superstition, der sowohl für Wonder als auch für das wenig später neu gegründete Powertrio Beck, Bogert & Appice ein Hit wurde. In dieser Formation spielten die Künstler anschließend eine weitere US-Tournee, die aufgrund einer kurzfristigen Abreise Becks vorzeitig beendet werden musste. Dieses Ereignis sollte die Stimmung innerhalb der Band nachhaltig negativ beeinflussen. Nichtsdestotrotz begann man im Dezember 1972 in den Chess Studios in Chicago mit den Aufnahmearbeiten für eine erste gemeinsame Langspielplatte. Dabei wurden sie u. a. auch von den Musikern Danny Hutton und Jimmy Greenspoon von Three Dog Night unterstützt.

### 1973–1974: Debütalbum und Trennung
Im März 1973 folgte das Studioalbum Beck, Bogert & Appice, für dessen Verkäufe die Musiker in den Vereinigten Staaten mit einer Goldenen Schallplatte ausgezeichnet wurden. Obwohl die Platte in mehreren Ländern in die offiziellen Albumcharts einsteigen konnte, fielen die Beurteilungen in der Fachpresse vergleichsweise negativ aus. Während einer anschließenden Japan-Tournee wurde das im Oktober 1973 ausschließlich dort erschienene Live-Doppelalbum Beck, Bogert & Appice Live (auch als Live in Japan bezeichnet) aufgenommen, das sich schon nach kurzer Zeit zu einem begehrten Sammlerstück entwickelte. Die beiden Platten blieben die einzigen beiden Albumveröffentlichungen der Supergroup, die zunächst noch an einem weiteren Studioalbum arbeitete, sich im Frühjahr 1974 allerdings abrupt auflöste.
Zuvor spielten sie noch eine kurze Europatournee, die sie später als „Schlamassel“ bezeichneten. Zudem stand man schon länger vor der Problematik, nach wie vor keinen festen Sänger für Aufnahmen und Auftritte engagiert zu haben. All das führte zu vermehrten Auseinandersetzungen innerhalb der Band. Beck war Bogert zufolge ein fantastischer Musiker, aber auch eine Nervensäge.
Die Auflösung der vor allem in Expertenkreisen beachteten Rockgruppe sollte für fast ein Jahrzehnt auch das Ende des Rhythmusduos Bogert und Appice markieren. Appice arbeitete anschließend zwar noch mit Beck an dessen erstem Soloalbum Blow by Blow, nachdem man sich jedoch nicht auf eine entsprechende Entlohnung einigen konnte, wurde er bald durch einen Studiomusiker ersetzt und seine Audiospuren gelöscht.

## Diskografie

### Studioalben
| Jahr | Titel Musiklabel                   | Höchstplatzierung, Gesamtwochen, AuszeichnungChartplatzierungen (Jahr, Titel, Musiklabel, Platzierungen, Wochen, Auszeichnungen, Anmerkungen) | Höchstplatzierung, Gesamtwochen, AuszeichnungChartplatzierungen (Jahr, Titel, Musiklabel, Platzierungen, Wochen, Auszeichnungen, Anmerkungen) | Höchstplatzierung, Gesamtwochen, AuszeichnungChartplatzierungen (Jahr, Titel, Musiklabel, Platzierungen, Wochen, Auszeichnungen, Anmerkungen) | Anmerkungen                                             |
| Jahr | Titel Musiklabel                   | CH | UK | US | Anmerkungen                                             |
| ---- | ---------------------------------- | --- | --- | --- | ------------------------------------------------------- |
| 1973 | Beck, Bogert & Appice Epic Records | — | UK28 (3 Wo.)UK | US12 Gold · (27 Wo.)US | Erstveröffentlichung: 26. März 1973 Verkäufe: + 500.000 |

grau schraffiert: keine Chartdaten aus diesem Jahr verfügbar

### Livealben
| Jahr | Titel Musiklabel                                      | Höchstplatzierung, Gesamtwochen, AuszeichnungChartplatzierungen (Jahr, Titel, Musiklabel, Platzierungen, Wochen, Auszeichnungen, Anmerkungen) | Höchstplatzierung, Gesamtwochen, AuszeichnungChartplatzierungen (Jahr, Titel, Musiklabel, Platzierungen, Wochen, Auszeichnungen, Anmerkungen) | Höchstplatzierung, Gesamtwochen, AuszeichnungChartplatzierungen (Jahr, Titel, Musiklabel, Platzierungen, Wochen, Auszeichnungen, Anmerkungen) | Anmerkungen                              |
| Jahr | Titel Musiklabel                                      | CH | UK | US | Anmerkungen                              |
| ---- | ----------------------------------------------------- | --- | --- | --- | ---------------------------------------- |
| 2023 | Live in Japan 1973 / Live in London 1974 Atco / Rhino | CH75 (1 Wo.)CH | — | — | Erstveröffentlichung: 15. September 2023 |